# Long Beach Chiefs 1962-1963
La stagione 1962-63 dei Long Beach Chiefs fu la 2ª e ultima nella ABL per la franchigia.
Al momento del fallimento della lega, i Long Beach Chiefs erano secondi con un record di 16-8.

## Roster
| N° | Naz.                   | Ruolo | Sportivo       | Anno | Alt. | Peso |
| -- | ---------------------- | ----- | -------------- | ---- | ---- | ---- |
|    | Stati Uniti (bandiera) | C     | Bill Garner    | 1940 | 208  | 100  |
|    | Stati Uniti (bandiera) | G     | Jerry Grote    | 1940 | 193  | 98   |
|    | Stati Uniti (bandiera) | G     | Charlie Hadden | 1933 | 180  | 79   |
|    | Stati Uniti (bandiera) | C     | Jim Hanna      | 1938 | 203  | 104  |
|    | Stati Uniti (bandiera) | G     | Lee Harman     | 1936 | 183  | 86   |
|    | Stati Uniti (bandiera) | A     | Ron Horn       | 1938 | 201  | 100  |
|    | Stati Uniti (bandiera) | AC    | Grady McCollum | 1938 | 193  | 88   |
|    | Stati Uniti (bandiera) | AC    | Charlie Sells  | 1940 | 201  | 100  |
|    | Stati Uniti (bandiera) | C     | Bill Spivey    | 1929 | 213  | 91   |
|    | Stati Uniti (bandiera) | GA    | Ben Warley     | 1936 | 196  | 91   |

## Staff tecnico
- Allenatore: Al Brightman